# Luis Dario Martín
Luis Dario Martín (* 4. März 1961 in General Pico, Argentinien) ist ein argentinischer Geistlicher und ernannter römisch-katholischer Weihbischof in Santa Rosa.

## Leben
Luis Dario Martín empfing am 17. März 1990 das Sakrament der Priesterweihe für das Erzbistum Buenos Aires.
Nach der Priesterweihe war er durchgehend in der Pfarrseelsorge tätig. Daneben war er Dekan und gehörte dem Priesterrat an. Außerdem war er Präsident des Schulrates des Erzbistums Buenos Aires.
Am 20. März 2019 ernannte ihn Papst Franziskus zum Titularbischof von Bisenzio und zum Weihbischof in Santa Rosa.